# 비인읍성
비인읍성(庇仁邑城)은 대한민국 충청남도 서천군 비인면 성내리에 있는 읍성이다. 1984년 5월 17일 충청남도의 문화재자료 제133호로 지정되었다.

## 개요
읍성이란 군이나 현의 주민을 보호하고, 군사적·행정적인 기능을 함께하는 성을 말한다.
충남 서천군 비인면 성내리에 있는 비인읍성은 한 도읍 전체를 둘러싸고 군데군데 문을 만들어 바깥과 통하게 만든 성이다.
『동국여지승람』에 의하면 세종 3년(1421) 왜구의 침입을 막기 위하여, 고려 중기에 흙으로 쌓은 성을 돌로 다시 쌓았다고 기록되어 있다. 성의 높이는 2m, 길이는 3,000m 정도이며, 지금은 성의 형태만 남아있고 대부분 훼손되었다.

## 참고 자료
- 비인읍성 - 국가유산청 국가유산포털